# Thomas Wright (astronom)

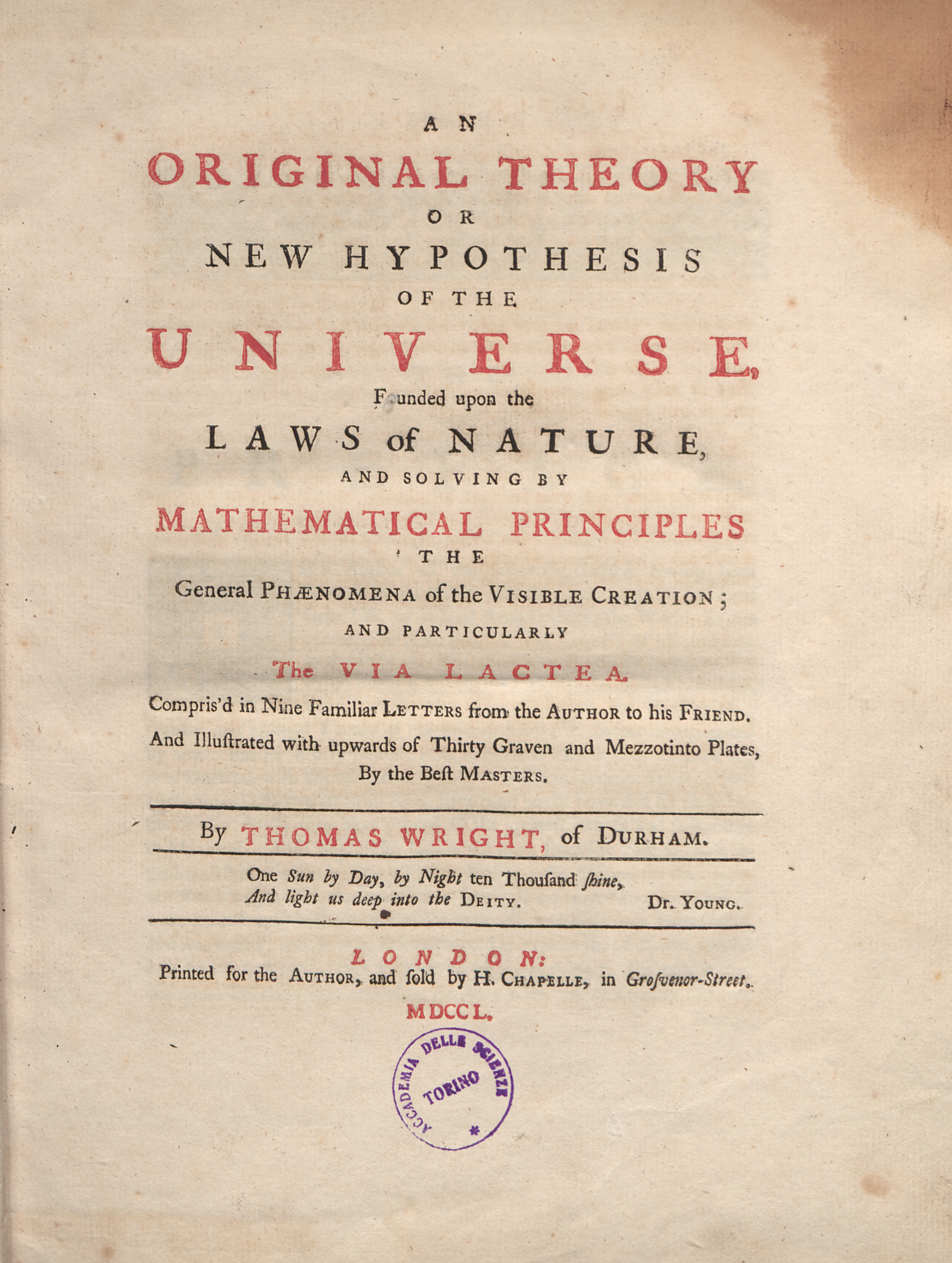
Originální teorie čili Nová hypotéza o vesmíru

Thomas Wright (22. září 1711 – 25. února 1786) byl anglický astronom, matematik, výrobce přístrojů, architekt a zahradní projektant. Byl prvním, kdo popsal tvar Mléčné dráhy a vyjádřil hypotézu, že slabé mlhoviny jsou vzdálené galaxie .

## Dětství a mládí
Wright se narodil v Byers Green v hrabství Durham jako třetí syn Johna a Margaret Wrightových. Jeho otec byl tesař. Vzdělával se doma, protože trpěl vadou řeči, a poté na Akademii krále Jakuba I. V roce 1725 vstoupil do hodinářského učení u Bryana Stobarta ve městě Bishop Auckland a ve studiu pak pokračoval sám. Rovněž absolvoval kurzy matematiky a navigace na bezplatné škole ve farnosti Gateshead, kterou založil Dr. Theophilus Pickering. Poté odešel do Londýna studovat výrobu matematických nástrojů u Heathe a Sissona a uskutečnil zkušební námořní plavbu do Amsterdamu.
V roce 1730 založil školu v Sunderlandu, kde učil matematiku a navigaci. Později se přestěhoval zpět do Londýna, aby pracoval na řadě projektů pro své bohaté patrony. To bylo před odchodem do hrabství Durham a vybudováním malé hvězdárny ve Westertonu.

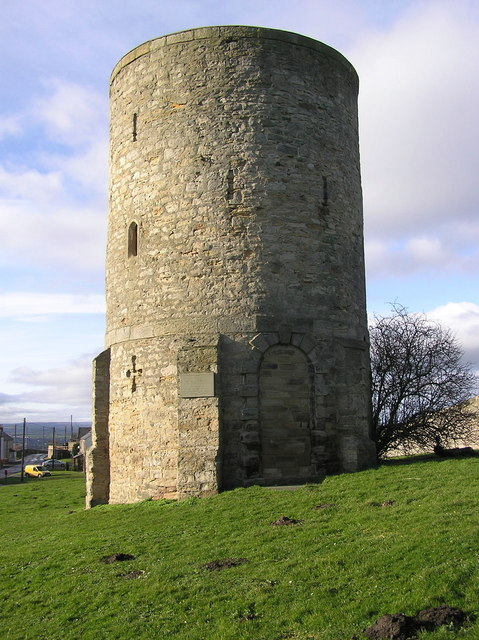
Wrightova observatoř ve Westertonu v hrabství Durham

## Astronomie
Publikace Wrighta Originální teorie čili Nová hypotéza o vesmíru (1750) vysvětlovala vzhled Mléčné dráhy jako „optický efekt vzniklý díky naší poloze uvnitř toho, co se tvarově blíží ploché vrstvě hvězd“. Jeho myšlenku převzal a rozvinul Immanuel Kant ve své Univerzální přírodní historii a teorii nebes, a později empiricky rozvinul William Herschel v roce 1785, což vedlo ke galaktocentrismu (forma heliocentrizmu, se Sluncem uprostřed Mléčné dráhy). Další z jeho myšlenek, který se také často přisuzuje Kantovi, byla, že mnoho slabých mlhovin je ve skutečnosti neuvěřitelně vzdálených galaxií. Wright napsal:
... mnoho oblačných míst, které vnímáme na pozadí našich hvězdných oblastí, ve kterých, ačkoli viditelně vyzařují, nelze rozlišit žádnou hvězdu nebo konkrétní těleso; ty se vší pravděpodobností mohou být vnějším stvořením za hranicemi nám známého stvoření, příliš vzdáleným na to, aby se k němu dostaly naše dalekohledy.
Kant tyto objekty nazýval „ostrovní vesmíry“. Vědecké argumenty tehdejší doby ale svědčily proti takové možnosti, a tak tento názor odmítali téměř všichni vědci až do roku 1924, kdy Edwin Hubble dokázal měřením cefeid, že „spirální mlhoviny“ jsou ve skutečnosti vzdálené galaxie.
Ve svých dopisech Wright zdůraznil možnou obrovskou velikost vesmíru a klid věčnosti:
V tomto velkém nebeském stvoření možná nepředstavuje katastrofa světa, jako je ten náš, nebo dokonce úplné rozpuštění systému světů, pro velkého Autora přírody možná nic víc než obyčejnou Životní nehodu a se vší pravděpodobností takové konečné a obecné soudné dny mohou být stejně časté, jako dokonce dny narození nebo úmrtí lidí na této Zemi.
…
Takovou hypotézu lze jen stěží nazvat jinak než optickým zjevením, které nejen že nám ukazuje, jak rozumné je očekávat budoucí život, ale zároveň poukazuje na věc věčnosti a na to, co můžeme s největší důvěrou očekávat od věčné Prozřetelnosti, pozvedává naši přirozenost něčím analogickým se znalostmi, které připisujeme andělům; proto bychom měli opovrhovat všemi zvraty nepříznivého osudu, které činí tolik úzkoprsých smrtelníků nešťastnými.

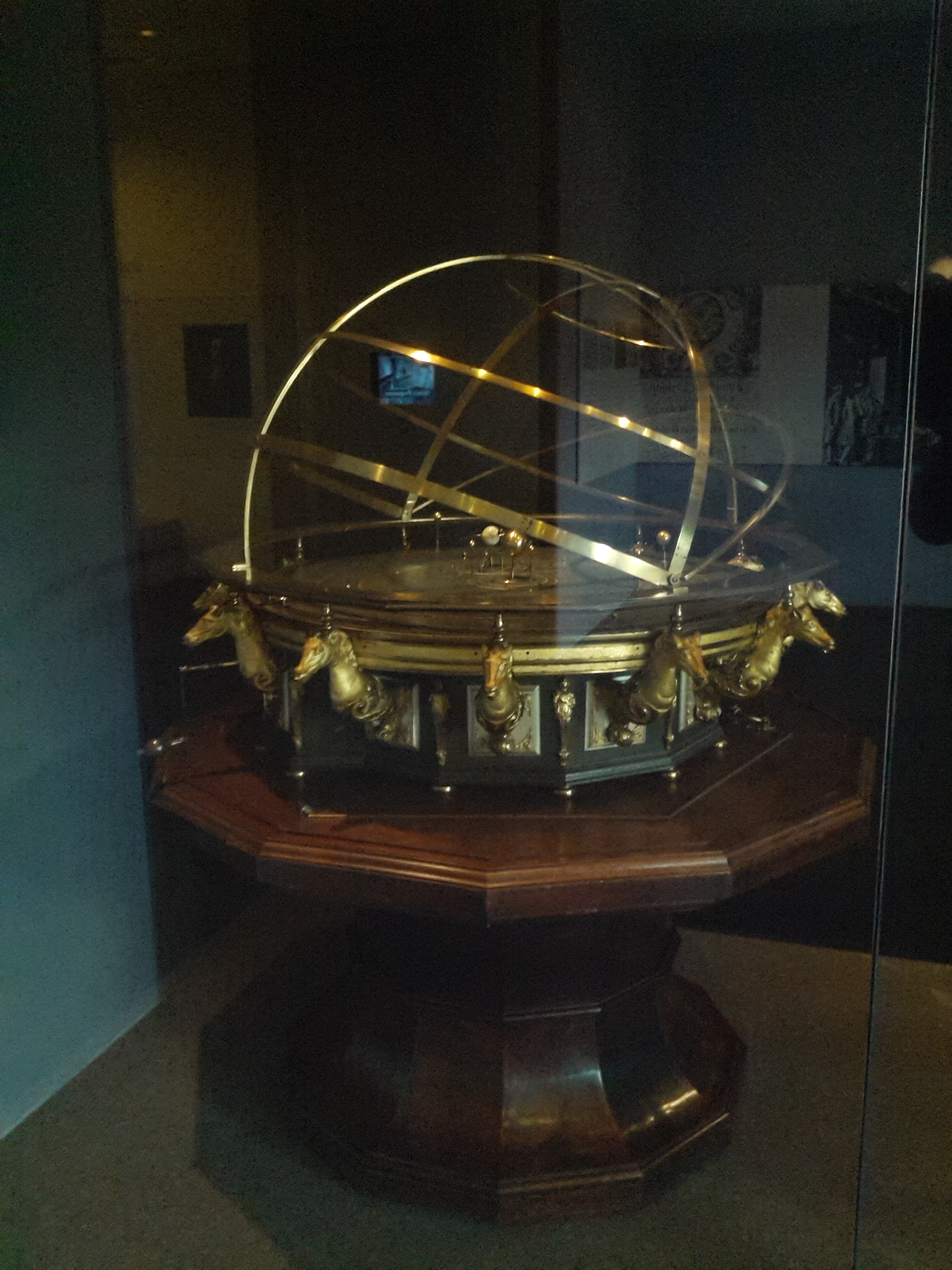
Wrightovo velké tellurium

Wright také rozšířil Velké tellurium tak, že zahrnulo rovněž Saturn. Tellurium je nyní umístěno v Science Museum v Londýně.

## Zahradní architektura
Wright pracoval pro Williama Capela, 3. hraběte z Essexu v parku Cassiobury ve Watfordu, pro nějž vytvořil návrhy v Procházce v zahradách Cassiobury a Výhlídky v Cassiobury. V Groteskní architektuře z roku 1767 je obsažen pravděpodobně jeho návrh skalního mostu, který zdobí „ten jemný kus vody“, který „s velkým potěšením spatřil... v Cassiobury“. Jako talentovaný muž vyučoval hraběcí dcery matematice. Dále pracoval také pro hraběte z Halifaxu v Horton Housu.
V padesátých letech 19. století projektoval areál Netheravon House ve Wiltshire a po roce 1753 dokončil projekt Horton Hallu v Northamptonshire a jeho zahrad. V roce 1769 navrhl zahradní prvek známý jako Codger Fort v Rothley v Northumberlandu na panství Wallington Hall.
Jedním z největších existujících příkladů Wrightovy práce je Stoke Park Estate. Panství bylo přestavěno Wrightem v letech 1748 až 1766.

## Smrt
Wright zemřel v roce 1786 v Byers Green a byl pohřben na hřbitově v St Andrew's, South Church, Bishop Auckland. Přežila ho jeho nemanželská dcera.